# Belmonte (Santa Catarina)
Pour les articles homonymes, voir Belmonte.
Belmonte est une ville brésilienne de l'ouest de l'État de Santa Catarina.

## Origine du nom
Il existe deux versions concernant l'origine du nom de la  municipalité, : 
- selon la première, il s'agit de la fusion des mots « belo » et « monte » signifiant « belle montagne », nom donné par les premiers colons ;
- selon la seconde, il s'agirait du nom d'un guérisseur local, nommé Belmonte.

## Géographie
Belmonte se situe par une latitude de 26° 50′ 44″ sud et par une longitude de 53° 34′ 38″ ouest, à une altitude de 612 mètres.
Sa population était de 2 635 habitants au recensement de 2010. La municipalité s'étend sur 94 km2.
La ville se trouve à 686 km à l'ouest de la capitale de l'État, Florianópolis. Elle fait partie de la microrégion de São Miguel do Oeste, dans la mésorégion ouest de Santa Catarina.
Le climat de la municipalité est tempéré humide, avec des étés chauds. La température moyenne annuelle de 18,3 °C. La frontière de la municipalité avec l'Argentine est marquée par le rio Peperi-Guaçu, affluent de l'Uruguay.
L'IDH de la ville était de 0,759 en 2000 (PNUD).

## Histoire
La région de la municipalité fut colonisée en 1945 par des agriculteurs, descendants d'immigrants polonais et italiens, venus de la municipalité de Casca, dans le Rio Grande do Sul, à la recherche de terres fertiles. En 1949, la première route fut ouverte entre Descanso et Linha Três Sangas, le premier nom de la localité. En 1964, la ville fut élevée au rang de district de la municipalité de Descanso, avant d'accéder à l'indépendance, le 9 janvier 1992,.

## Économie
L'économie de la municipalité est fondée sur l'agriculture et l'élevage. Quelques industries existent également liées à l'agroalimentaire et au travail du bois,.

## Villes voisines
Belmonte est voisine des municipalités (municípios) suivantes :
- Bandeirante
- Descanso
- Santa Helena

La ville est également limitrophe de l'Argentine.